# Scina lamperti
Scina lamperti is een vlokreeftensoort uit de familie van de Scinidae. De wetenschappelijke naam van de soort is voor het eerst geldig gepubliceerd in 1901 door Vosseler.